# Fagundes Varela (község)
Fagundes Varela egy község (município) Brazíliában, Rio Grande do Sul államban. 2022-ben becsült népessége 2566 fő volt.

## Története
A környék első európai bevándorlói olaszok voltak, akik 1888 körül érkeztek. Néhány évvel később lengyelek és németek is letelepedtek. A hely korai neve Segunda do Barro Preto (Második Fekete Agyag) volt; a „fekete agyag” a sötét, mocsaras talajra utalt, a „második” pedig onnan eredt, hogy a területeket és a hozzájuk vezető utakat sorszámokkal illették a felosztásnál. A kialakuló település a Cento (Száz) nevet viselte, mivel a 100-as számú parcellán helyezkedett el.
1891-ben felépült Páduai Szent Antalnak szentelt kápolnája. 1905-ben a helyet Alfredo Chaves (a mai Veranópolis) kerületévé nyilvánították Bela Vista néven. Plébániája 1921-ben alakult. 1924-ben megkezdődött a Lourdes-i Szűzanyának szentelt barlang kiépítése, amelyet 1926-ban avattak fel, és máig a település fő turisztikai látványosságának számít. 1938-ban Getúlio Vargas nacionalista kormánya elrendelte, hogy kerülni kell az idegen eredetű településneveket, így a kerületet átnevezték Fagundes Varelára a nagy brazil költő, Luís Nicolau de Fagundes Varela tiszteletére.
1987-ben függetlenedett Veranópolistól és 1989-ben önálló községgé alakult.

## Leírása
Székhelye Fagundes Varela, további kerületei nincsenek. A Gaúcho-hegység területén fekszik, távolsága Porto Alegretől 180 kilométer, tengerszint feletti magassága 610 méter. A település gazdasági bázisát a kis gazdaságok mezőgazdasági termelése adja (baromfi, sertés, szarvasmarha, tej, kukorica, szőlő, szója). Az ipari ágazatra a fémcsiszolás és a fényezőanyagok gyártása jellemző.